# Тачув-Мали
Тачув-Мали (пол. Taczów Mały) — село в Польщі, у гміні Тшебниця Тшебницького повіту Нижньосілезького воєводства.
Населення — 111 осіб (2011).
У 1975-1998 роках село належало до Вроцлавського воєводства.

## Демографія
Демографічна структура станом на 31 березня 2011 року:
|          | Загалом | Допрацездатний вік | Працездатний вік | Постпрацездатний вік |
| -------- | ------- | ------------------ | ---------------- | -------------------- |
| Чоловіки | 56      | 13                 | 39               | 4                    |
| Жінки    | 55      | 13                 | 35               | 7                    |
| Разом    | 111     | 26                 | 74               | 11                   |